# Сунделболонґ
Сунделболонґ (індонез. Sundelbolong) — індонезійський фільм жахів 1981 року. Режисером цього фільму був Сісворо Ґаутама Путра, а головні ролі зіграли Сюзанна та Баррі Прима. Фільм побудований на основі народної легенди про дух зґвалтованої жінки Сунделболонґ, який мститься своїм кривдникам.
Цей фільм є першим фільмом, заснованим на народній легенді. Фільм поширювала компанія Rapi Films під девізом «Красиво… захоплююче… невблаганно!».

## Сюжет
Аліса (Сюзанна) — колишня секс-працівниця, яка раніше працювала на сутенерку на ім'я Мамі (Рут Пелупессі). Її життя змінилося після шлюбу з капітаном Гендарто (Баррі Прима), коли вона вирішила порвати з минулим і розпочати нове життя. Проте невдовзі після весілля чоловік вирушив у плавання.
Щоб заповнити час, Аліса зайнялася вишиванням. Її талант помітив власник бутіка Руді (Руді Салам), який запропонував їй роботу. Під час праці вона випадково зустріла Мамі. Якось Алісу попросили продемонструвати одяг з асортименту бутіка, і, зачарований її красою, Руді спробував до неї залицятися. Однак вона відкинула його домагання й дала йому ляпаса. Принижений, Руді вирішив помститися.
Тієї ж ночі люди Руді викрали Алісу та привезли її до закинутої будівлі, де чекали Руді та Мамі. Коли жінка відмовилася знову працювати на сутенерку, її зв'язали, а Руді вчинив над нею наругу. За ним те саме зробили й інші чоловіки. Після пережитого Аліса звернулася до суду, але її минуле поставили під сумнів, що ускладнило отримання справедливості.
Повернувшись додому, вона відчула нудоту, що свідчило про вагітність. Ця звістка шокувала її, і в розпачі вона звернулася до лікаря, намагаючись зробити аборт. Однак медик відмовився через те, що раніше вона вже проходила подібні процедури. Приголомшена, Аліса повернулася додому, де отримала листа від чоловіка — він повідомляв, що повернеться за тиждень. Жінка була спантеличена й боялася, що Гендарто її не прийме. У відчаї вона навіть звернулася до покоївки з проханням допомогти позбутися дитини, але отримала відмову.
Охоплена глибокою депресією та безнадією, Аліса вирішила самостійно зробити аборт у ванній кімнаті. Від сильної кровотечі вона померла.
Після повернення додому Ендарто разом із покоївкою вирушив на могилу Аліси. Коли вони повернулися, він помітив на своєму ліжку квіти, яких раніше там не було. Здивований, він запитав у покоївки, звідки вони взялися, але вона відповіла, що не має ключа від його кімнати. Це пробудило у ньому спогади про час, проведений з Алісою, коли він тримав у руках такі ж квіти. Стривожений, Гендарто раптово залишив дім. Під час поїздки він різко загальмував, побачивши кота на дорозі. У цей момент він зустрів Сінту, яка розповіла йому, що вона — сестра-близнючка Аліси, яку вважали загиблою ще в дитинстві. Проте Чинта лише загадково знизала плечима й запевнила, що вона жива. Разом вони повернулися до будинку Ендарто, але дізнавшись про смерть Аліси, Чинта швидко пішла.
З того часу дух Аліси почав блукати у вигляді Санделболонґа, прагнучи помсти тим, хто зруйнував її життя. Один за одним кривдники Аліси гинули за загадкових обставин. Таксист Брем підвозив одну з дівчат Мамі, коли зустрів жінку, яка його зачарувала. Однак, зрештою з'ясувалося, що це був привид Аліси з моторошною дірою на спині. Вона зв'язала його і втопила у ванні. Інший кривдник, Ґадунґ, помітив на узбіччі жінку та вирішив підвезти її. Дорогою вона несподівано сіла за кермо, спрямувала машину до покинутого складу — місця, де колись відбулося її зґвалтування. Вона змусила авто неконтрольовано рухатися, спричинивши серію зіткнень зі стінами, доки Ґадунґ не загинув. Окрім помсти, дух Аліси також часто турбував людей навколо її могили, в тому числі у відомій сцені, де виробники сото та сатай зустрічають Санделболонґ серед ночі.
Коли стало відомо про дві таємничі смерті, злочинці вирішили, що за всім стоїть Гендарто, який прагне помститися за дружину. Побоюючись його, Руді та його поплічники заманили Гендарто в пастку та напали на нього. Внаслідок нападу він отримав поранення, а згодом Чинта відвідала його вдома, де між ними спалахнула пристрасть. Прокинувшись вранці, Гендарто побачив на ліжку дві троянди, але Сінти поруч не було.
Тим часом Аліса продовжила мститися: вона заманила одного зі своїх ґвалтівників у будинок і вбила його, використавши надгробок. Наступного ранку тіло чоловіка знайшли просто на її могилі. Після цього вона розправилася з Джефрі — одним із прибічників Мамі. Налякані Руді та Мамі вирішили звернутися по допомогу до шамана. Однак, поки Мамі збиралася, Санделболонґ проникла через гараж і вбила одного з її людей. Потім вона увірвалася до кімнати Мамі й скинула її з балкона просто на електричний стовп.
Шукаючи пояснень, Гендарто звернувся до місцевої поліції та старійшин, які підтвердили, що Чинта справді була сестрою-близнючкою Аліси, проте загинула ще в дитинстві. Згодом він зустрів Сінту та запросив її поговорити. У ресторані вона раптово відчула, що її будинок у небезпеці, і поспіхом пішла, залишивши сумочку. У ній Гендарто знайшов їхню весільну фотографію з Алісою, після чого остаточно переконався, що Чинта й Аліса — одна і та сама людина.
Руді зрештою привів шамана, щоб провести ритуал і зупинити Алісу. Але вона з'явилася раніше, ніж він устиг почати обряд, і жорстоко розправилася з ним та охоронцями. Руді спробував утекти, але Аліса не відступала, переслідуючи його, поки не загнала в пастку. Коли вона вже була готова його вбити, з'явилися Гендарто, кілька поліцейських і місцеві жителі. Аліса змусила Руді зізнатися у своїх злочинах, що він і зробив. Тоді Гендарто попросив її відпустити минуле та знайти спокій. Всі почали молитися, і в цей момент Аліса розплакалася… а потім зникла.

## Акторський склад
- Сюзанна — Аліса
- Баррі Прима — Гендарто
- Руді Салам — Руді
- Рут Пелупессі — Мамі
- Марлія Харді — тітка Айджа
- Дорман Борисман — Аміна
- ГІМ Дамсик — Джефрі
- Бокір — Кекінґ
- Діана Суарком — Геті
- Рукман Герман — Брем
- Едді Хансуді — Ґадунґ
- Аданг Мансюр — Мбах Шаман

## Відгуки
- «Захоплюючий індонезійський хоррор, побудований навколо фольклорного монстра, титульного sundel bolong: вбивчого привида повії, яка померла під час вагітності, чия дитина, очевидно, проповзла через спину трупа, залишивши величезну гниючу діру, яку ми неодноразово бачимо у фільмі»[4].
- «Сунделболонґ» — це більше, ніж просто фільм жахів про помсту, що висвітлює питання автономії жіночого тіла. Потужна гра Сузанн в ролі мстивого духу пропонує репрезентацію богині, яка героїзує і демонізує жіночий образ, встановлюючи новий набір правил, якими керуються жінки[5].

## Походження назви
Легенда про Сунделболонґ в основному походить з яванської міфології. В яванській культурі «Sundel» — це сленг на позначення людей, які займалися проституцією, а «bolong» означає «дірка». Тож «Sundel Bolong» приблизно перекладається як «Повія з діркою на спині». Легенда розповідає про вродливу жінку, яку примусили займатися проституцією, а згодом знайшли мертвою, з діркою на спині (саме тому і з'явилася дірка в спині), яку вона приховувала від чоловіків довгим чорним волоссям.
Невідомо, що стало причиною смерті легендарної Сунделболонґ . Деякі історії розповідають, що вона померла після зґвалтування, тому що її спину кілька разів вдарили м'ясницьким ножем, через що її мстивий дух повернувся до життя, щоб проклясти всіх чоловіків і помститися людині, яка, як вважають, відповідальна за її смерть. Інші вірили, що вона померла під час пологів у своїй могилі, при цьому відбулося дивне явище, в результаті якого дитина вийшла зі спини, а потім померла немовлям. Тому її скорботний дух блукає по землі, відчайдушно шукаючи свою загублену дитину.